# Ситна (річка)
Ситна — річка в Україні й Росії, у Сумському, Красноярузькому та Ракитянському районах Сумської й Бєлгородської областей. Ліва притока Ілека (басейн Дніпра).

## Опис
Довжина річки приблизно 21 км.

## Розташування
Бере початок на північному сході від Михайлівського. Тече переважно на північний схід через Степок, Реп'яхівку і на південній стороні від Ілек-Кошари впадає у річку Ілек, ліву притоку Псла.